# RIZIN TRIGGER 2nd
SPASHAN HPS presents RIZIN TRIGGER 2nd（スパシャン・エイチピーエス・プレゼンツ・ライジン・トリガー・セカンド）は、日本の総合格闘技団体「RIZIN」の大会の一つ。
2022年2月23日に静岡県袋井市静岡県小笠山総合運動公園アリーナ（エコパアリーナ）で開催された。

## 概要
メインイベントにおいて、クレベル・コイケと佐々木憂流迦が対戦し、クレベル・コイケが勝利を収めた。
また、今大会からRIZIN独自の緑を基調とした六角形のケージが初めて使用された。

## 対戦カード
第1試合 キックボクシングルール 60.0kg契約ワンマッチ 3分3R
×  伊藤勇大 vs.  桃翔 ○
2R 0:13 TKO（ドクターストップ：負傷）
第2試合 キックボクシングルール 59.0kg契約ワンマッチ 3分3R
○  大樹 vs.  仲川広汰 ×
3R終了 判定3-0
第3試合 キックボクシングルール 58.0kg契約ワンマッチ 3分3R
×  MASANARI vs.  松井大樹 ○
3R終了 判定0-3
第4試合 キックボクシングルール 65.0kg契約ワンマッチ 3分3R
×  北川裕紀 vs.  竹内皇貴○
3R終了 判定0-3
第5試合 MMAルール 61.0kg契約ワンマッチ 5分3R
○  内山拓真 vs.  原虎徹 ×
3R終了 判定2-1
第6試合 MMAルール 66.0kg契約ワンマッチ 5分3R
×  小島勝志 vs.  中川皓貴 ○
3R終了 判定0-3
第7試合 MMAルール 62.0kg契約ワンマッチ 5分3R
×  遠藤大翼 vs.  吉野光 ○
3R終了 判定0-3
第8試合 キックボクシングルール 100.0kg契約ワンマッチ 3分3R
× 笹田勝俊 vs.  マウンテンRYUGO ○
1R 2:45 TKO（レフェリーストップ）
第9試合 MMAルール 73.0kg契約ワンマッチ 5分3R
○  渡慶次幸平 vs.  ハリー・スタローン ×
2R 2:31 KO（スタンドパンチ）
第10試合 MMAルール 66.0kg契約ワンマッチ 5分3R
×  新居すぐる vs.  山本空良 ○
1R 0:35 TKO（グラウンドパンチ）
第11試合 MMAルール 71.0kg契約ワンマッチ 5分3R
○  アキラ vs.  鈴木琢仁 ×
3R終了 判定3-0
第12試合 MMAルール 61.0kg契約ワンマッチ 5分3R
×  加藤ケンジ vs.  倉本一真 ○
1R 4:15 TKO（グラウンド膝蹴り）
第13試合 MMAルール 66.0kg契約ワンマッチ 5分3R
○  クレベル・コイケ vs.  佐々木憂流迦 ×
2R 3:22 リアネイキッドチョーク